# Зелинский, Николай Дмитриевич
Никола́й Дми́триевич Зели́нский (25 января [6 февраля] 1861, Тирасполь, Херсонская губерния, Российская империя — 31 июля 1953, Москва, СССР) — российский и советский химик-органик, создатель научной школы, один из основоположников гетерогенного катализа в органическом синтезе и нефтехимии. Наиболее известен как создатель активированного угля, изобретатель первого эффективного противогаза (1915), обеспечившего защиту войск стран Антанты от поражения газами, создатель отечественного синтетического топлива из углеводородов. Заслуженный деятель науки РСФСР (1926). Герой Социалистического Труда (1945). Лауреат трёх Сталинских премий (1942, 1946, 1948). Член-корреспондент (1924), академик АН СССР (1929).

## Биография
Родился 25 января (6 февраля) 1861 года в Тирасполе в дворянской семье. Отец Зелинского, Дмитрий Осипович, происходивший из потомственных волынских дворян, скончался от быстротечной чахотки в 1863 году; два года спустя от той же болезни умерла его мать. Осиротевший мальчик остался на попечении своей бабушки, М. П. Васильевой, проведя детство у неё в деревне.
В десятилетнем возрасте Николай Зелинский поступил в Тираспольское уездное училище на двухгодичные курсы для подготовки к поступлению в гимназию. Досрочно закончив их в 11-летнем возрасте, он поступил в одесскую Ришельевскую гимназию, во второй класс.
По окончании гимназии в 1880 году, Зелинский поступил на естественное отделение физико-математического факультета Новороссийского университета, который окончил в 1884 году. Был оставлен при университете и направлен в Германию. В течение двух лет (1885—1887) он занимался исследованиями сперва в лаборатории Й. Вислиценуса в Лейпциге. Затем в лаборатории В. Мейера в Гёттингене выполнил исследование новой реакции, что привело к тяжёлому отравлению не изученным к тому времени газом ипритом. В 1887 году был назначен приват-доцентом по кафедре химии Новороссийского университета. В 1888 году выдержал магистерский экзамен, в 1889 году защитил магистерскую («К вопросу об изомерии в тиофеновом ряду»), а в 1891 году — докторскую («Исследование явлений изомерии в рядах предельных углеродистых соединений») диссертации.
Был приглашён в Московский университет по инициативе Д. И. Менделеева. С 1893 года до своей смерти был профессором Московского университета, за исключением периода 1911—1917 годов. С 1893 года — экстраординарный профессор по кафедре органической химии, с 1902 года — ординарный профессор.

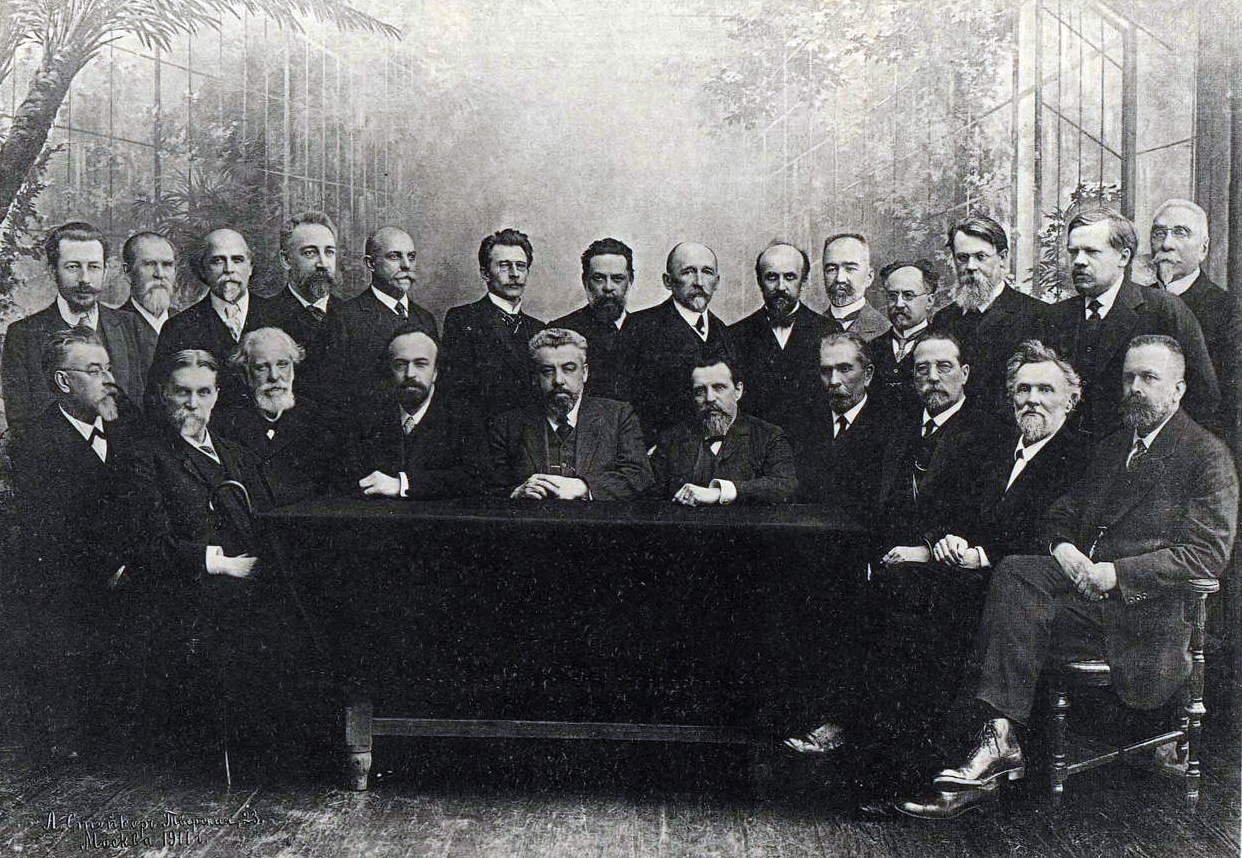
Профессора, покинувшие Московский университет в 1911 году. Сидят: В. П. Сербский, К. А. Тимирязев, Н. А. Умов, П. А. Минаков, М. А. Мензбир, А. Б. Фохт, В. Д. Шервинский, В. К. Цераский, Е. Н. Трубецкой. Стоят: И. П. Алексинский, В. К. Рот, Н. Д. Зелинский, П. Н. Лебедев, А. А. Эйхенвальд, Г. Ф. Шершеневич, В. М. Хвостов, А. С. Алексеев, Ф. А. Рейн, Д. М. Петрушевский, Б. К. Млодзеевский, В. И. Вернадский, С. А. Чаплыгин, Н. В. Давыдов.

В 1911 году он покинул университет вместе с группой учёных в знак протеста против политики царского министра народного просвещения Л. А. Кассо. С 1911 по 1917 годы работал профессором в Санкт-Петербургском политехническом институте.
В 1917 году вернулся в Московский университет. Профессор кафедры химии (1917—1929) физико-математического факультета. Заведующий кафедрой органической химии (1929—1930 и 1933—1938); заведующий кафедрой химии нефти (1938—1953); заведующий лабораторией антибиотиков и биогенных оснований (1950—1953) химического факультета. Заведующий кафедрой органической химии химического отделения (1932—1933).
С 1935 года активно участвовал в организации Института органической химии АН СССР, в котором затем руководил рядом лабораторий.
10 июля 1941 года Зелинский вошёл в состав Научно-технического совета для разработки и апробации научных работ по химии, связанных с оборонной тематикой, под председательством уполномоченного Государственного комитета обороны, профессора С. В. Кафтанова . В годы Великой Отечественной войны работал в эвакуации до лета 1943 года . Зелинский принял участие в работах по повышению качества авиационных бензинов и смазочных масел. Был разработан новый процесс, позволяющий получать горючее с высоким октановым числом; были найдены новые катализаторы для процессов ароматизации нефти и получения продуктов оборонного значения. Под руководством Зелинского был детально исследован процесс каталитического крекинга нефти с определением химической природы его продуктов спектральными методами. Зелинский руководил также работами по изысканию путей рационального использования продуктов первичной переработки твердого топлива — угля, сланцев, торфа. В связи с этим важное значение приобрела проблема освобождения от серы сланцевых смол. Сланцы составляли около трех четвертей топливных запасов СССР, но высокое содержание серы обесценивало их как сырье для получения моторного топлива. Зелинский в годы войны нашёл решение этой задачи, пропуская сланцевые масла в смеси с водородом над платиной или никелем на окиси алюминия при 300°. Сера удалялась в виде сероводорода. Развитие нефтехимии в нашей стране привело к коренной реконструкции нефтеперерабатывающей промышленности для получения искусственного жидкого топлива. В результате научных исследований в качестве ценного сырья для высокооктанового моторного топлива и качественных смазочных масел стало возможным использовать не только жидкие, но и твердые горючие ископаемые. Тем самым были созданы необходимые предпосылки для переработки на моторное топливо богатейших угольных ресурсов Западной Сибири, угля и природного газа Ухты и Печоры и других отдаленных от фронта районов.
Скончался 31 июля 1953 года. Похоронен в Москве на Новодевичьем кладбище (участок № 1), автор надгробия — Н. Никогосян.

## Научная деятельность
Научная деятельность Зелинского весьма разносторонняя: широко известны его работы по химии тиофена, стереохимии органических двухосновных кислот.
Летом 1891 года Зелинский участвовал в экспедиции по обследованию вод Чёрного моря и Одесских лиманов на канонерской лодке «Запорожец», где впервые доказал, что содержащийся в воде сероводород — бактериального происхождения. В период жизни и работы в Одессе Николай Дмитриевич написал 40 научных работ.
Ряд его работ были посвящены и электропроводности в неводных растворах и химии аминокислот, но главнейшие его работы относятся к химии углеводородов и органическому катализу.

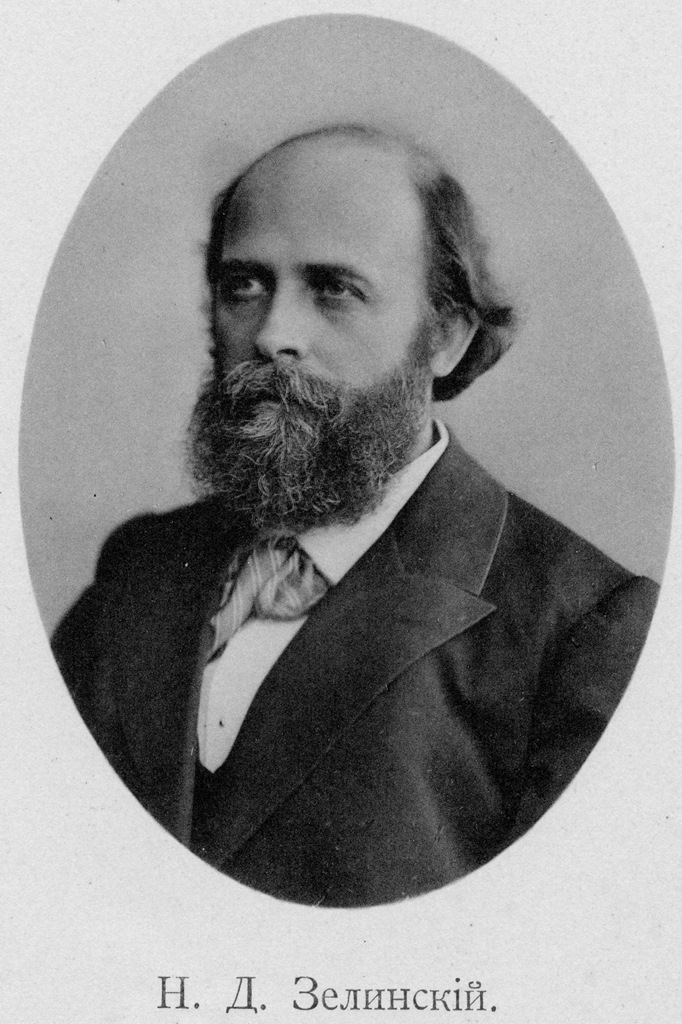
Николай Зелинский

В 1895—1907 годах он впервые синтезировал ряд циклопентановых и циклогексановых углеводородов, послуживших эталонами для изучения химического состава и основой искусственного моделирования нефти и нефтяных фракций.
В 1910 году открыл явление дегидрогенизационного катализа, заключающееся в исключительно избирательном действии платины и палладия на циклогексановые и ароматические углеводороды и в идеальной обратимости реакций гидро- и дегидрогенизации только в зависимости от температуры. В 1911 году осуществил гладкую дегидрогенизацию циклогексана и его гомологов в ароматические углеводороды в присутствии платинового и палладиевого катализаторов; широко использовал эту реакцию для установления содержания циклогексановых углеводородов в бензиновых и керосиновых фракциях нефти (1920—1930), а также как промышленный метод получения ароматических углеводородов из нефти. Эти исследования Зелинского лежат в основе современных процессов каталитического риформинга нефтяных фракций.
Последующие исследования привели Зелинского и его учеников к открытию в 1934 году реакции гидрогенолиза циклопентановых углеводородов с превращением их в алканы в присутствии платинированного угля и избытка водорода.
В 1915 году Зелинский успешно использовал окисные катализаторы при крекинге нефти, что привело к снижению температуры процесса и к увеличению выхода ароматических углеводородов. В 1918—1919 годах он разработал метод получения бензина крекингом солярового масла и нефти в присутствии хлористого и бромистого алюминия; реализация этого метода в промышленном масштабе сыграла важную роль в обеспечении бензином Советского государства. Зелинский улучшил реакцию каталитического уплотнения ацетилена в бензол предложив использовать в качестве катализатора активированный уголь. Зелинский и его ученики изучили также дегидрогенизацию парафинов и олефинов в присутствии окисных катализаторов.
Являясь сторонником теории органического происхождения нефти, Зелинский провёл ряд исследований, чтобы связать её генезис с сапропелями, горючими сланцами и другими природными и синтетическими органическими веществами.
Зелинским и его учениками было доказано промежуточное образование метиленовых радикалов во многих гетерогенно-каталитических реакциях: при распаде циклогексана, при синтезе углеводородов из окиси углерода и водорода на кобальтовом катализаторе, в открытых им реакциях гидроконденсации олефинов с окисью углерода и гидрополимеризации олефинов в присутствии малых количеств окиси углерода.
Значимыми для обороноспособности страны являются работы Зелинского и его научного коллектива по адсорбции газов на активированных углях, созданию с А. Куммантом угольного противогаза (1915) и его принятию на вооружение во время Первой мировой войны в русской и союзнических армиях.

## Педагогическая деятельность
Зелинский создал крупную школу учёных, внёсших фундаментальный вклад в различные области химии. Среди его учеников: академики АН СССР А. А. Баландин, Л. Ф. Верещагин, Б. А. Казанский, К. А. Кочешков, С. С. Намёткин, А. Н. Несмеянов; члены-корреспонденты АН СССР Н. А. Изгарышев, К. П. Лавровский, Ю. Г. Мамедалиев, Б. М. Михайлов, А. В. Раковский, В. В. Челинцев, Н. И. Шуйкин; профессора В. В. Лонгинов, А. Е. Успенский, Л. А. Чугаев, Н. А. Шилов, В. А. Некрасова-Попова и другие.
Н. Д. Зелинский — один из организаторов Всесоюзного химического общества имени Д. И. Менделеева; с 1941 года был его почётным членом. С 1921 года — почётный член Московского общества испытателей природы, с 1935 — его президент.

## Личная жизнь
- первая жена — Раиса (умерла в 1906 году) — брак продлился 25 лет.
- вторая жена — Евгения Кузьмина-Караваева, пианистка — брак продлился 25 лет.
  - дочь Раиса Зелинская-Платэ (1910—2001).
- третья жена — Нина Евгеньевна Жуковская-Бок[9], художница — брак продлился 20 лет.
  - сын Андрей (род. 1933) — российский историк, археолог, ученик Льва Гумилёва и Юрия Рериха, доктор исторических наук. С 1954 года заведовал мемориальным музеем Н. Д. Зелинского в Москве, в 1991 году возглавил Центр ноосферной защиты им. академика Н. Д. Зелинского.
  - сын Николай (1940—2015)[10].

## Интересные факты
- Зелинский не стал патентовать изобретённый им противогаз, считая, что нельзя наживаться на человеческих несчастьях, и Россия передала союзникам право его производства[11][12][13].
- Единственный сохранившийся экземпляр первого противогаза находится в квартире Зелинского[13].

## Награды и премии
- академик-корреспондент Испанской академии наук (1934)[14]
- Герой Социалистического Труда (10 июня 1945) — за выдающиеся научные достижения в области органической химии, в частности за исследование контактно-каталитических процессов, и крупнейшие заслуги в области подготовки высококвалифицированных кадров химиков
- Орден Ленина (10 июня 1945) — за выдающиеся научные достижения в области органической химии, в частности за исследование контактно-каталитических процессов, и крупнейшие заслуги в области подготовки высококвалифицированных кадров химиков
- Орден Ленина (7 мая 1940)
- Орден Ленина (5 февраля 1946)
- Орден Ленина (5 февраля 1951)
- два ордена Трудового Красного Знамени (29 марта 1941, «за выдающиеся заслуги в области разработки научных проблем по органической химии, в связи с исполнившимся 80-летием»; 3 апреля 1944)
- премия имени В. И. Ленина (1934)[15][16]
- Сталинская премия I степени (10 апреля 1942) — за выдающиеся научные работы по органической химии, опубликованные в сборнике избранных трудов автора в 1941 году
- Сталинская премия II степени (1946) — за разработку нового метода получения ароматических углеводородов
- Сталинская премия I степени (1948) — за многолетние исследования в области химии белка, результаты которых изложены в работе «Современное состояние вопроса о циклической природе связей аминокислот в молекуле белка» (1947)
- Премия имени А. М. Бутлерова Русского физико-химического общества (1924)[17]

## Память

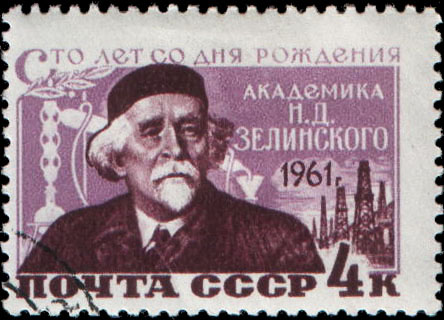
Н. Д. Зелинский на почтовой марке СССР, 1961 год

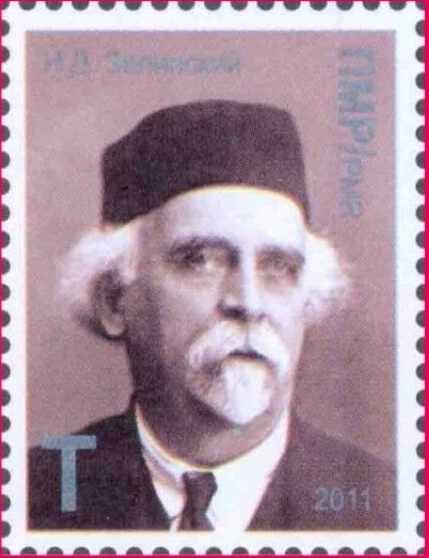
Н. Д. Зелинский на почтовой марке ПМР, 2011 год

- ИОХ АН имени Н. Д. Зелинского с 1953 года;
- В 1961 году в честь Н. Д. Зелинского в СССР была выпущена почтовая марка;
- В 2011 году в честь Н. Д. Зелинского в Приднестровье была выпущена почтовая марка;
- Его именем названа одна из улиц Москвы, а также улицы в городах Воскресенск (Московская область), Тирасполь, Кишинёв, Тюмень, Ярославль, Великий Новгород, Орск, Караганда, Даугавпилс, Алма-Ата и Мариуполь;
- К 150-летию со дня рождения учёного ГУП «Марка Приднестровья» выпустила серию марок и конвертов[18].
- Большая химическая аудитория химического факультета МГУ носит имя Н. Д. Зелинского;
- В 1970 году Международный астрономический союз присвоил имя Николая Дмитриевича Зелинского кратеру на обратной стороне Луны;
- 2 июня 2014 года имя Николая Дмитриевича Зелинского было присвоено предприятию, производящему средства индивидуальной и коллективной защиты — ОАО «Электростальский химико-механический завод»;
- 19 мая 2016 года в Санкт-Петербурге на здании НИИ метрологии им. Д. И. Менделеева (Московский проспект, д. 19) была установлена мемориальная доска (скульптор-художник В. А. Сиваков) с текстом: «Здесь в 1915 году выдающийся учёный Николай Дмитриевич Зелинский изобрел угольный противогаз»[19].

### Памятники
- Памятник в городе Электросталь. Открыт в июле 2013 года перед проходной ОАО «Электростальский химико-механический завод»[20].

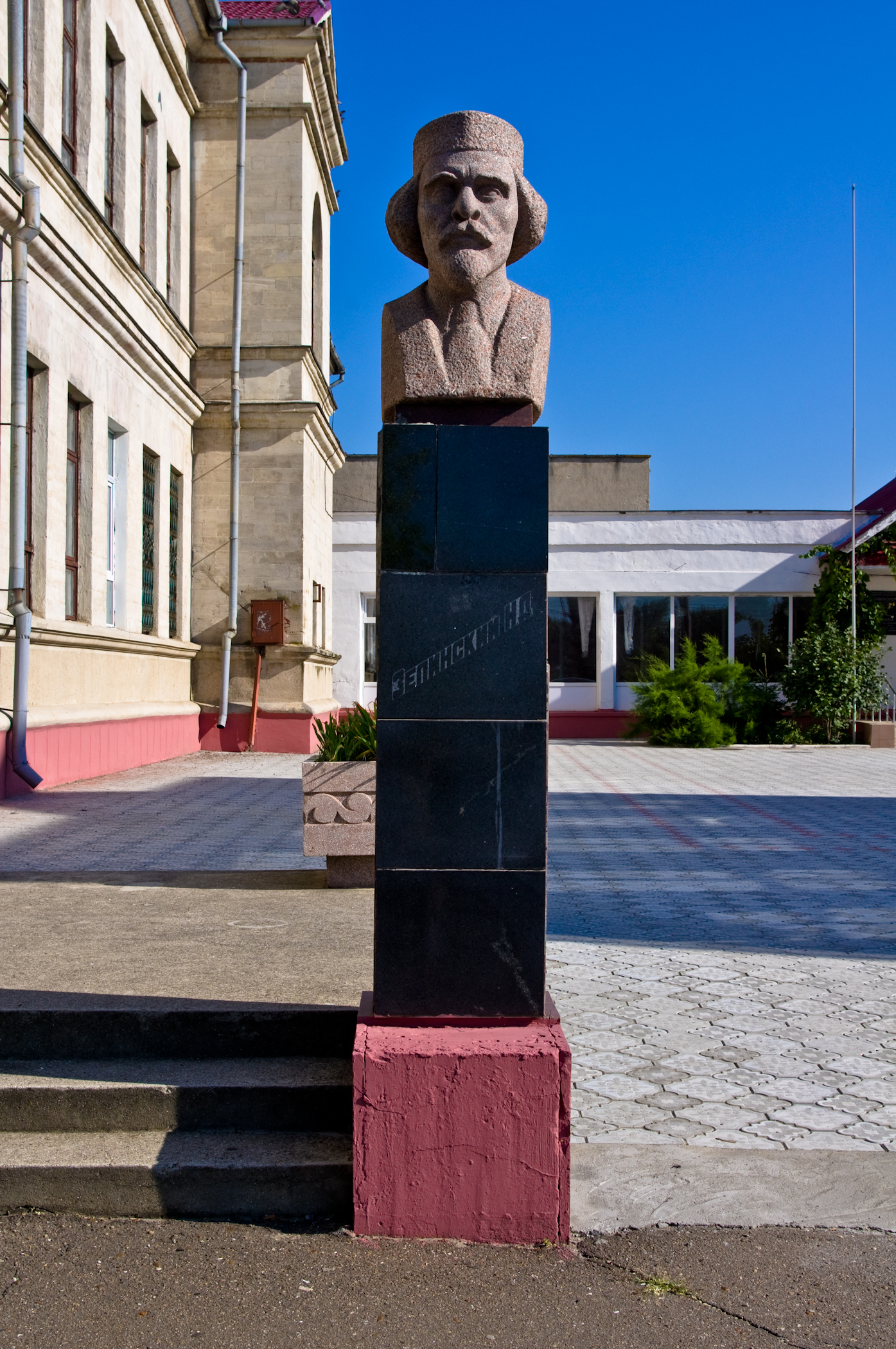
Памятник в Тирасполе (Молдавия)
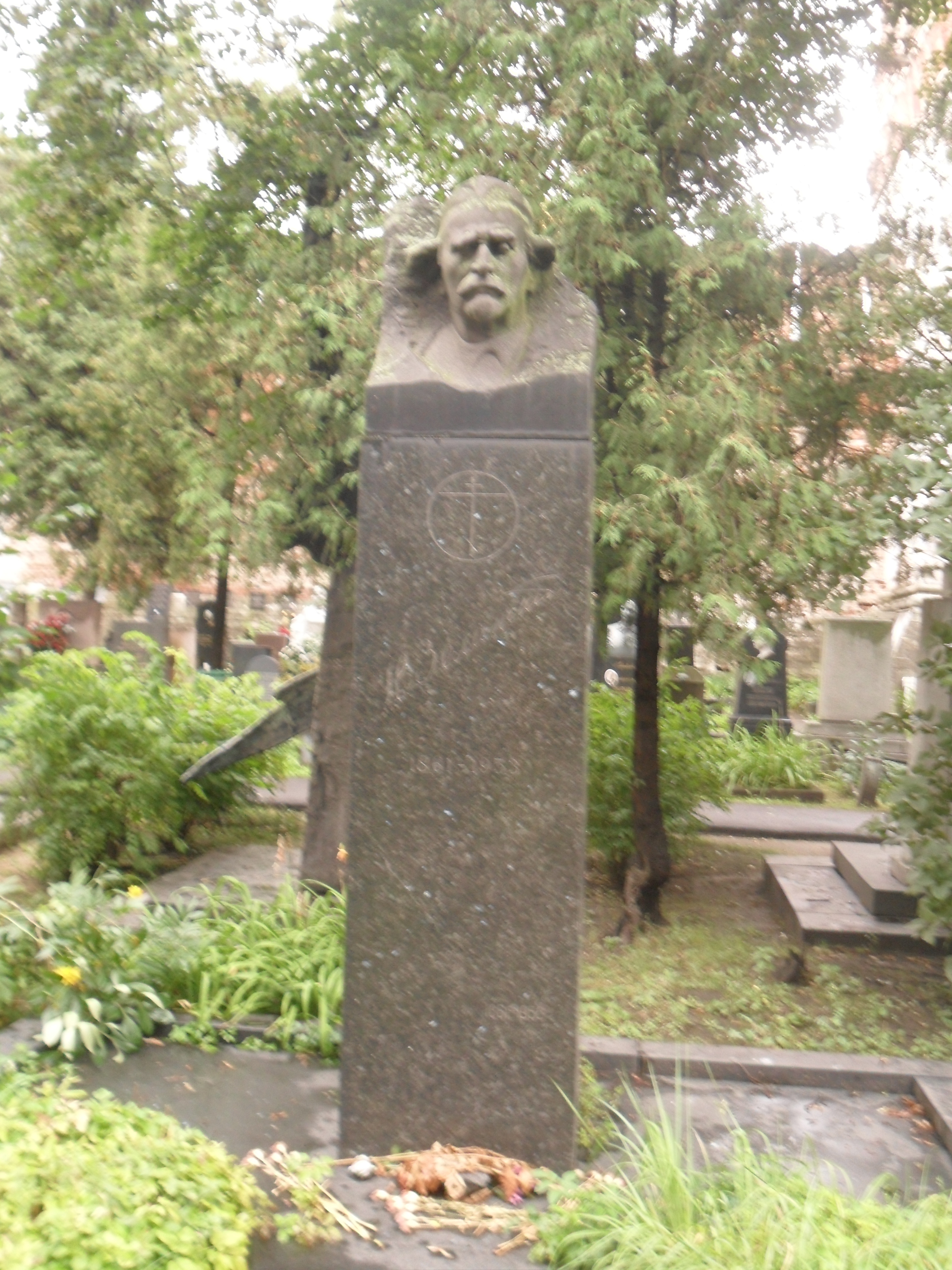
Новодевичье кладбище Москвы
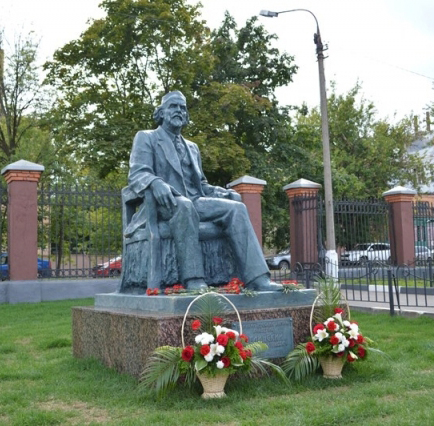
Памятник в Электростали на территории ОАО «ЭХМЗ им. Н.Д. Зелинского»

### В Приднестровье
В Тирасполе, в доме, в котором прошли детские годы Зелинского, действует мемориальный дом-музей академика, а на здании школы № 6 (ныне — гуманитарно-математическая гимназия), установлена мемориальная доска, перед зданием установлен памятник; в Кировском районе Тирасполя есть улица, названная именем Зелинского. В Кишинёве его именем названа улица в секторе Ботаника.

### На Украине
В Одессе, в доме, в котором жил Зелинский во время работы в Новороссийском университете, ныне располагается кафедра органической химии потомка Одесского национального университета имени И. И. Мечникова, установлена мемориальная доска.

## Сочинения
- Исследование явлений стереоизометрии в рядах предельных углеродистых соединений. — Одесса: тип. А. Шульце, 1891. — 190 с.
- Материалы к изучению генезиса иловых отложений [Отв. ред. акад. Н. Д. Зелинский]. — М.-Л.: Изд-во Акад. наук СССР, 1939. — 200 с.
- Уголь, как средство борьбы с удушающими и ядовитыми газами: Экспериментальное исследование 1915—1916 гг. / Н. Д. Зелинский и В. С. Садиков. — М.-Л.: Изд-во Акад. наук СССР, 1941. — 131 С.
- Избранные труды, т. 1—2, М.—Л., 1941;
- Великий русский химик А. М. Бутлеров (1828—1886) / Акад. Н. Д. Зелинский; при участии М. М. Азарина. — М.: Изд-во Моск. о-ва испытателей природы, 1949. — 241 с.
- Высшие жирные кислоты и их отношение к туберкулезным бациллам / Акад. Н. Д. Зелинский и доц. Л. С. Бондарь. — М.: Изд-во Моск. о-ва испытателей природы, 1951. — 84 с.
- Собрание трудов, т. 1—4, М., 1954—1960.